# Vera Fígner
Vera Nikoláyevna Fígner Filíppova (en ruso: Ве́ра Никола́евна Фи́гнер Фили́ппова; 25 de juniojul./ 7 de julio de 1852greg. - 25 de junio de 1942) fue una activista política revolucionaria rusa.
Nacida en la Gobernación de Kazán, Imperio Ruso, en el seno de una familia noble de ascendencia alemana y rusa, Fígner fue líder del grupo clandestino Naródnaya Volia (Voluntad del Pueblo), que abogaba por el uso del terror para lograr un derrocamiento revolucionario del gobierno. Fue partícipe en la planificación del exitoso asesinato de Alejandro II de Rusia en 1881. Más tarde fue arrestada y pasó 20 meses en confinamiento solitario antes de su juicio, en el que fue sentenciada a muerte. Posteriormente, la sentencia fue conmutada y fue condenada en la fortaleza de Oreshelk a 20 años, antes de ser enviada al exilio interno.
Fígner ganó fama internacional principalmente por sus memorias, que fueron ampliamente traducidas y distribuidas. Se la consideró un ícono del sacrificio revolucionario después de la Revolución de febrero de 1917 y fue una popular oradora pública durante ese año. Más tarde, participó en la Sociedad de Expresos Políticos y Exiliados en la Unión Soviética hasta su disolución en 1935.[cita requerida]
Murió por causas naturales en Moscú en 1942, a la edad de 89 años.

## Biografía

### Juventud
Vera Fígner nació el 7 de julio de 1852. Fue la mayor de los seis hijos de Nikolái Alejándrovich Fígner, capitán retirado del ejército y su esposa, Ekaterina Jristofórovna Kupriánova, ambos miembros de la nobleza hereditaria rusa. La familia poseía más de 1,000 acres de tierra trabajada por siervos que existían en un estado de semiesclavitud hasta la Emancipación de 1861. Su padre sirvió en el servicio forestal estatal y renunció a ese puesto para convertirse en un funcionario administrativo local llamado "mediador de paz" en los años posteriores a la emancipación. Era hermana de Lidija Fígner y del famoso tenor ruso Nikolái Fígner.
En 1863, con once años, Fígner asistió al Instituto Rodionovsky para niñas nobles en la ciudad de Kazán, durante seis años. Kazán, única de las seis ciudades del Imperio Ruso universidad,
era una ciudad de cultura e ideas y Fígner gradualmente llegó a cuestionar y rechazar el rol de género pasivo y sumiso que el Instituto Radionovski intentó inculcar en sus alumnos. A pesar del asfixiante régimen intelectual del instituto, Fígner amplió sus horizontes intelectuales leyendo a escondidas libros prohibidos obtenidos durante breves visitas a casa. Demostró ser una excelente estudiante, con un interés particular en la historia y la literatura, y recibió el premio otorgado al mejor desempeño académico al graduarse en 1869.
Fígner deseaba estudiar medicina, lo que no estaba permitido para las mujeres en Rusia tras el cierre de la Academia Médico-Quirúrgica de San Petersburgo  desde principios de la década de 1860. Esto significó dejar Rusia para estudiar en el extranjero, y Vera Fígner consideró a la Universidad de Zúrich, que estaba aceptando mujeres rusas a pesar de que no tenían diplomas de gimnazium. El padre de Fígner le prohibió ir, por lo que se casó con Alexéi Filíppov, ahorró dinero, vendió su dote y viajó a Zúrich.
De 1872 a 1875, estudió en el Departamento de Medicina de la Universidad de Zúrich. En 1873 se unió al círculo Fritsche, que estaba compuesto por trece jóvenes mujeres radicales rusas, algunas de las cuales se convertirían en miembros importantes de la Organización Social Revolucionaria de toda Rusia . Tenía problemas para reconciliar su nueva visión política de sí misma como un miembro parásito de la nobleza con su visión anterior de sí misma como una persona buena e inocente. En 1873, se publicó en el Government Herald una orden que prohibía a todas las estudiantes rusas permanecer en Zúrich, acusándolas de utilizar sus conocimientos médicos para practicarse abortos a sí mismas.

### Líder revolucionaria
La mayoría de las Fritsche decidieron regresar a Rusia y difundir la propaganda socialista entre el campesinado ruso, pero Fígner decidió quedarse en Suiza para terminar sus estudios. En 1875, Mark Natanson le dijo que las Fritsche necesitaban desesperadamente su ayuda en Rusia. Finger regresó a Rusia ese año sin obtener su título, pero se vio incapaz de ayudar al círculo, por lo que obtuvo una licencia como paramédica y se divorció de su esposo, donde se volvió activa con otros intelectuales revolucionarios en la organización Tierra y Libertad.
Fígner participó en la manifestación de Kazán en San Petersburgo en 1876. Desde 1877 hasta 1879, trabajó como asistente médica, dirigió propaganda revolucionaria en los pueblos alrededor de Samara y Sarátov.
En la primavera de 1879, la organización Tierra y Libertad estaba profundamente dividida por la cuestión del terrorismo, con un ala del partido defendiendo la propaganda revolucionaria en los pueblos y la otra a favor de crear una situación revolucionaria a través del asesinato de figuras clave en el gobierno y monarquía zarista. En junio de ese año, los activistas del partido se reunieron en el Congreso de Vorónezh en un esfuerzo por resolver estas diferencias. No se llegó a una solución permanente y, para el otoño, la organización Tierra y Libertad se dividió en dos grupos que funcionaban de forma independiente: una facción antiterrorista dirigida por el protomarxista Guerorgui Plejánov que llamó a laCherny Peredel (Repartición Negra), que incluía a Pável Akselrod, Leo Deutsch, Vera Zasúlich y otros; y una facción proterrorista llamada Naródnaya Volia (Voluntad del Pueblo).
Vera Fígner se alineó con esta última, el ala terrorista, convirtiéndose en miembro del Comité Ejecutivo del grupo, que en una proclamación más tarde, en 1879, pidió la ejecución del Zar Alejandro II por crímenes cometidos contra el pueblo del Imperio Ruso. Los Narodnovoltsi (miembros de Narodnaya Volya) establecieron círculos de estudio de trabajadores en San Petersburgo, Moscú, Odesa, Kiev y Járkov, y coordinaron la propaganda entre los estudiantes de las universidades del país. También establecieron imprentas para la producción de folletos y publicaron una revista y un periódico en un esfuerzo por generar apoyo para su programa revolucionario.
Como miembro del Comité Ejecutivo, Fígner también participó en la creación del ala paramilitar de Narodnaya Volya y coordinó sus actividades. Fígner participó en la planificación del asesinato del Zar, incluyendo un intento fallido en 1880 en Odesa y un intento exitoso en marzo de 1881 en San Petersburgo.
La policía secreta del Estado fue implacable en la búsqueda de miembros de la organización terrorista responsable del asesinato del zar y, en la primavera de 1882, Vera Fígner era la única del Comité Ejecutivo de Narodnaya Voly que seguía prófuga. Esto convirtió a Fígner en el objetivo como líder de las fuerzas mermadas del grupo. Se llevó a cabo un asesinato bajo su mandato, el de miembro de la policía secreta en Odesa en marzo de 1882. La principal actividad de Fígner como jefe de facto de la organización Narodnaya Volya en 1882 estaba relacionada con la restauración del aparato clandestino, que fue devastado por los arrestos de la policía secreta y la incautación de equipos. Narodnovoltsi logró establecer una nueva prensa clandestina en este período y realizó trabajo de propaganda entre los estudiantes universitarios.
Inicialmente con sede en Odesa, Fígner se mudó más tarde a Járkov, donde fue traicionada por su compañero, Sergéi Dégayev, miembro del Comité Ejecutivo, quien se convirtió en informante de la policía para disminuir su sentencia después de su arresto el 20 de diciembre de 1882. El 10 de febrero de 1883, Fígner, considerada por la policía como "una de las más peligrosas del Comité Central de terroristas", fue arrestada en su apartamento de Járkov. El evento motivó al nuevo zar Alejandro III a escribir en su diario: "Finalmente fue capturada". El siguiente capítulo de la vida de Fígner, el de una presa política, había comenzado.

### Presa política
Después de su arresto, Vera Fígner pasó los siguientes 20 meses previos a su juicio en confinamiento solitario en la Fortaleza de San Pedro y San Pablo. En 1884 fue condenada a muerte durante el "Juicio de los Catorce". La sentencia le fue conmutada a través de la intercesión de Niko Nikoladze[cita requerida] a trabajos forzados a Siberia, pero finalmente fue encarcelada durante 20 años en la fortaleza de Oreshek .
En 1904, Fígner fue enviada al exilio interno a la gobernación de Arcángel, luego a la gobernación de Kazán y finalmente a Nizhni Nóvgorod. En 1906 se le permitió viajar al extranjero, donde organizó una campaña para los presos políticos en Rusia. Habló en ciudades europeas, recolectó dinero, publicó un folleto sobre las prisiones rusas traducido a muchos idiomas. En 1907 se unió al Partido Social-Revolucionario (PSR), que abandonó en 1909 tras el escándalo de Azef. En 1915 regresó a Rusia.

### Después de la revolución
Después de la Revolución de Octubre (nunca aceptó la forma en que había sucedido), publicó su libro Запечатлённый труд (Memorias de una revolucionaria), que todavía se considera uno de los mejores ejemplos del género de memorias ruso.[cita requerida] El libro la hizo famosa en todo el mundo y fue traducido a muchos idiomas.
Fígner fue una miembro destacada de la Sociedad de ex presos políticos y exiliados y desempeñó un papel activo en la revista oficial de la sociedad, Katorga i ssylka (Trabajos forzados y exilio). Fígner es autora de las biografías de varios revolucionarios y de artículos sobre la historia del movimiento revolucionario ruso de las décadas de 1870 y 1880.
En 1932, las obras completas de Fígner fueron publicadas en la Unión Soviética por la editorial de la Sociedad de Ex Presos Políticos y Exiliados en siete volúmenes.
Murió en Moscú el 15 de junio de 1942 a los 89 años.